# アダムスベルグ警視シリーズ
アダムスベルグ警視シリーズ（アダムスベルグけいしシリーズ）は、フランスの小説家・考古学者であるフレッド・ヴァルガスにより執筆された推理小説。主役はジャン＝バティスト・アダムスベルグ（Jean-Baptiste Adamsberg）。

## おもな刊行本
- 青チョークの男（訳：田中千春、創元推理文庫、2006年3月、ISBN 978-4-488-23603-8） (L'Homme aux cercles bleus (1991))
- 裏返しの男（訳：田中千春、創元推理文庫、2012年1月、ISBN 978-4-488-23605-2 ） (L'Homme à l'envers (1999))